# José Couso
José Couso Permuí (Ferrol, Corunha, 1965 — Bagdá, 2003) foi um cinegrafista e repórter espanhol, morto durante a invasão do Iraque, quando um tanque norte-americano disparou contra o hotel "Palestina", onde se encontrava juntamente com a maioria dos profissionais da imprensa estrangeira em Bagdá, no dia 8 de abril de 2003. Do mesmo ataque também foi vítima o jornalista ucraniano Taras Protsyuk.
Graduado em Ciências da Informação e Ciências da Imagem pela Universidade Complutense de Madrid, Couso trabalhou para várias empresas de comunicação espanholas, como EFE, Canal Plus e para o canal de televisão Telecinco durante oito anos, cobrindo fatos relevantes, como o sequestro de seu companheiro Jon Sistiaga, na Macedônia do Norte os bombardeios de Bagdá de 1998, a guerra do Kosovo em 1999, além de realizar várias reportagens - sobre a viagem do barco Hespérides para a Antártida em 2001; as grutas de Lascaux (França), em 2002; o incidente da ilha de Perejil, no mesmo ano, e o naufrágio do Prestige, na costa galega, que produziu uma imensa maré negra.
Couso era casado e tinha dois filhos. Chegara ao Iraque pouco antes do início da guerra de 2003, com vários companheiros da Telecinco. Com Jon Sistiaga, permaneceu em Bagdá após o regresso do restante da equipe à Espanha, poucos dias antes do início dos bombardeios.
O projétil do tanque atingiu o prédio do hotel na altura do 15º andar, onde estava alojada a equipe da agência de notícias britânica Reuters. Protsyuk, de 35 anos, morreu no local. Outros três jornalistas da agência foram feridos. Couso, que estava filmando no piso inferior, foi gravemente atingido e, levado a um hospital, veio a falecer durante uma cirurgia.
O Pentágono reconheceu a autoria do ataque, alegando que os soldados americanos dispararam contra o hotel em resposta ao fogo inimigo.
Os três militares dos Estados Unidos, responsáveis pelos disparos (sargento Thomas Gibson, capitão Philip Worldford e o tenente-coronel Philip de Camp), estão sendo processados por assassinato e delito contra a comunidade internacional, em razão do ataque aos jornalistas.